# Ramón Sijé
Ramón Sijé (* 16. November 1913 in Orihuela, Spanien; † 24. Dezember 1935  ebenda), mit bürgerlichem Namen José Ramón Marín Gutiérrez, war ein spanischer Dichter, Essayist, Journalist und Rechtsanwalt. Er war Sohn eines Seidenhändlers, der außer ihm noch zwei weitere Kinder hatte: Justino, später auch bekannt als Gabriel Sijé, und Marilola.
Seine bekanntesten Werke waren El Gallo Crisis und La decadencia de la flauta y el reinado de los fantasmas.
| Personendaten    | Personendaten                                             |
| ---------------- | --------------------------------------------------------- |
| NAME             | Sijé, Ramón                                               |
| ALTERNATIVNAMEN  | Gutiérrez, José Ramón Marín (wirklicher Name)             |
| KURZBESCHREIBUNG | spanischer Dichter, Essayist, Journalist und Rechtsanwalt |
| GEBURTSDATUM     | 16. November 1913                                         |
| GEBURTSORT       | Orihuela, Spanien                                         |
| STERBEDATUM      | 24. Dezember 1935                                         |
| STERBEORT        | Orihuela, Spanien                                         |